# Saša Tuksar
Saša Tuksar, né le 12 mai 1983 à Čakovec, est un joueur de tennis croate, professionnel de 2002 à 2008.

## Carrière
Dans les tournois junior, Saša Tuksar a atteint la 26e place mondiale et le 3e tour à Roland-Garros en 2001.
Au cours de sa courte carrière, il a remporté un seul tournoi, un Futures en Croatie en 2004. Sur le circuit Challenger, il est finaliste à Donetsk en 2004 et à Saint-Marin en 2005 après avoir battu Jarkko Nieminen. Il s'est qualifié à deux reprises aux Internationaux de France en 2005 et 2006.
Saša Tuksar est principalement connu pour avoir fait partie de l'équipe de Croatie de Coupe Davis. Il dispute son premier match en 2004 en barrages contre la Belgique. Dans l'ombre de l'efficace duo composé d'Ivan Ljubičić et Mario Ančić, il fait partie de l'équipe victorieuse en 2005, étant sélectionné en quart et en demi-finale, sans toutefois jouer le moindre match. Pour la finale, le capitaine Nikola Pilić lui préfère Goran Ivanišević, pourtant retraité depuis plus d'un an, comme quatrième homme. Tuksar venu comme remplaçant ne figure pas sur la feuille de match. Il fait une dernière apparition dans la compétition lors du quart de finale à Zagreb face à l'Argentine en 2006. Alors classé 159e mondial et no 4 croate, il remplace Mario Ančić, blessé au dos ainsi que le jeune Marin Čilić (17 ans), jugé trop faible après une défaite sèche contre David Nalbandian. Il dispute le dernier match décisif face à Juan Ignacio Chela qu'il perd avec les honneurs après avoir sauvé quatre balles de match (3-6, 6-4, 7-66, 7-65).
En 2011, il est à l'origine d'un accident de voiture en Hongrie qui occasionne la mort de son passager, Marin Šuica, espoir du tennis croate classé no 3 européen des moins de 15 ans dont il était l'entraîneur. Il est condamné en 2016 lors d'un quatrième procès à 18 mois de prison.

## Parcours dans les tournois duGrand Chelem

### En simple
| Année | Open d'Australie | Open d'Australie | Internationaux de France | Internationaux de France | Wimbledon | Wimbledon | US Open | US Open |
| ----- | ---------------- | ---------------- | ------------------------ | ------------------------ | --------- | --------- | ------- | ------- |
| 2005  | —                | —                | 1er tour (1/64)          | N. Davydenko             | —         | —         | —       | —       |
| 2006  | —                | —                | 1er tour (1/64)          | Mikhail Youzhny          | —         | —         | —       | —       |

N.B. : à droite du résultat se trouve le nom de l'ultime adversaire.